# چروینیانو دل فریولی
چروینیانو دل فریولی (به ایتالیایی: Cervignano del Friuli) یک کومونه در ایتالیا است که در استان اودینه واقع شده‌است.

## خصوصیات
چروینیانو دل فریولی ۲۸ کیلومترمربع مساحت و ۱۳٬۶۷۳ نفر جمعیت دارد و ۲ متر بالاتر از سطح دریا واقع شده‌است.